# String work shirt
Das String work shirt ist ein bei den Toósle (auch: Tóóthli), einem indigenen Volk im westlichen Gran Chaco, nachgewiesenes Panzerhemd mit der Funktion einer Schutzweste.
Das Material für das ärmellose, etwa Taillenlange Kleidungsstück wurde völlig ohne technische Hilfsmittel gesponnenen und als 3*3-Mehrfach-Zwirn zusammengezwirnt und kann in mehreren Farben gefärbt sein. Die verwendete Faser wurde caraguatá genannt und stammt aus verschiedenen Arten der Unterfamilie der Bromelioideae (Bromelien- und Ananas-Artigen). Das aus dieser Kordel oder Schnur erzeugte Gewebe ist sehr dicht und ripsartig. Ein solches Panzerhemd kann mit hell-dunklen Dreiecks- und Rhombenmustern in Bändern verziert sein.